# Renata Pucci di Benisichi
Renata Pucci di Benisichi, coniugata Zanca (Petralia Sottana, 3 settembre 1924), è una scrittrice e traduttrice italiana.

## Biografia
Nata da un'antica famiglia aristocratica, trascorre l'infanzia e l'adolescenza fra Petralia Sottana e Palermo. Sposata con l'ingegnere Marcello Zanca e laureata in lingue e letterature straniere all'Orientale di Napoli, è stata docente di letteratura inglese all'Università di Palermo.
Ha curato traduzioni dal francese e dall'inglese di autori come Frances Minto Elliot, Anna de Noailles, Louise Hamilton Caico, Lawrence Durrell, Denis Mack Smith e delle corrispondenze storiche di Michele Amari e di Benjamin Ingham.
Per molti anni ha tenuto una rubrica di bon ton sulle pagine del Giornale di Sicilia ed in televisione sull'emittente palermitana CTS.
Il suo esordio come autrice arriva nel 1996 con Scusate la polvere, seguito da Le stelle di Petralia nel 2000, nei quali ripercorre la propria storia familiare ed i ricordi dell'infanzia e dell'adolescenza.
Il suo percorso letterario prosegue toccando i temi della cultura siciliana e della sicilianità con Trenta e due ventotto nel 2004  e quelli del "saper vivere" e della "terza età" con Per un buon uso della vecchiaia nel 2015.
Personalità poliedrica ha al suo attivo anche esperienze cinematografiche, partecipando al film tv tedesco Die Väter des Nardino nel 1991  e Le ore più belle nel 2018, nonché - per il legame di amicizia con l'attore italo-americano Vincent Schiavelli (del quale ha curato l'edizione del libro Bruculinu America) - al documentario postumo Many Beautiful Things (Tanti beddi cosi) del 2013.
Attiva protagonista della vita culturale siciliana ha spesso accompagnato come guida ed interprete giornalisti e studiosi internazionali in visita nell'isola. È cofondatrice e vicepresidente onoraria della Fondazione "Salvare Palermo".

## Opere

### Autrice
- Scusate la polvere, Palermo, Sellerio, 1996. ISBN 88-38-94488-1
- Le stelle di Petralia, Palermo, Sellerio, 2000. ISBN 88-38-91570-9
- Trenta e due ventotto, Palermo, Sellerio, 2004. ISBN 88-389-1921-6
- La lingua di pezza, Palermo, Sellerio, 2006. ISBN 88-389-2153-9
- Guida alla felicità minore, Palermo, Sellerio, 2007. ISBN 978-88-389-2255-8
- Piccole storie di alberi e di uomini, Palermo, Sellerio, 2012. ISBN 88-389-2772-3
- Per un buon uso della vecchiaia, Palermo, Sellerio, 2015. ISBN 88-389-3404-5

### Curatrice
- con Vincent Schiavelli Bruculinu America, Palermo, Sellerio, 2003. ISBN 88-389-1879-1

### Traduzioni
- Frances Minto Elliot, Milady in Sicilia. Un viaggio in treno e in carrozza, Palermo, La Luna, 1987. ISBN 88-782-3000-6
- Anna de Noailles, L'antico azzurro, Palermo, Novecento, 1995. ISBN 88-373-0206-1
- Louise Hamilton Caico, Vicende e costumi siciliani, Caltanissetta, Lussografica, 1996. ISBN 88-824-3016-2
- Lawrence Durrell, con Attilio Carapezza, Carosello siciliano, Milano, Bompiani, 1998. ISBN 88-452-3556-4